# Dadá Belmonte
Adailson Freire Pereira da Silva, meglio noto come Dadá Belmonte (São José do Belmonte, 8 febbraio 1997), è un calciatore brasiliano, centrocampista del CRB.

## Carriera
Cresciuto calcisticamente nelle giovanili del Salgueiro, ha debuttato nel Brasileirão il 16 aprile 2022, disputando con la maglia del Goiás l'incontro pareggiato per 1-1 contro il Palmeiras.

## Statistiche

### Presenze e reti nei club
Statistiche aggiornate al 26 maggio 2023.
| Stagione        | Squadra         | Campionato      | Campionato | Campionato | Coppe nazionali | Coppe nazionali | Coppe nazionali | Coppe continentali | Coppe continentali | Coppe continentali | Altre coppe | Altre coppe | Altre coppe | Totale | Totale |
| Stagione        | Squadra         | Comp            | Pres       | Reti       | Comp            | Pres            | Reti            | Comp               | Pres               | Reti               | Comp        | Pres        | Reti        | Pres   | Reti   |
| --------------- | --------------- | --------------- | ---------- | ---------- | --------------- | --------------- | --------------- | ------------------ | ------------------ | ------------------ | ----------- | ----------- | ----------- | ------ | ------ |
| 2016            | Salgueiro       | A1/PE+C         | 2+1        | 0          | CB              | -               | -               |                    | -                  | -                  |             | -           | -           | 3      | 0      |
| 2017            | Salgueiro       | A1/PE+C         | 10+12      | 2+0        | CB              | 1               | 0               |                    | -                  | -                  |             | -           | -           | 23     | 2      |
| 2018            | Salgueiro       | A1/PE+C         | 11+16      | 2+2        | CB              | 1               | 0               |                    | -                  | -                  |             | -           | -           | 28     | 4      |
| 2019            | Água Santa      | A2/SP           | 15         | 9          |                 | -               | -               |                    | -                  | -                  |             | -           | -           | 15     | 9      |
| 2019            | Ponte Preta     | B               | 18         | 0          | CB              | -               | -               |                    | -                  | -                  |             | -           | -           | 18     | 0      |
| 2020            | Água Santa      | A1/SP           | 10         | 1          |                 | -               | -               |                    | -                  | -                  |             | -           | -           | 10     | 1      |
| 2020            | Náutico         | B               | 31         | 2          | CB              | -               | -               |                    | -                  | -                  |             | -           | -           | 31     | 2      |
| 2021            | Água Santa      | A2/SP           | 19         | 7          |                 | -               | -               |                    | -                  | -                  |             | -           | -           | 19     | 7      |
| 2021            | Goiás           | B               | 36         | 3          | CB              | -               | -               |                    | -                  | -                  |             | -           | -           | 36     | 3      |
| 2022            | Água Santa      | A1/SP           | 14         | 5          |                 | -               | -               |                    | -                  | -                  |             | -           | -           | 14     | 5      |
| 2022            | Goiás           | A               | 33         | 2          | CB              | 4               | 0               |                    | -                  | -                  |             | -           | -           | 44     | 2      |
| 2023            | América-MG      | M1/MG+A         | 7+0        | 1          | CB              | 2               | 0               | CS                 | 0                  | 0                  |             | -           | -           | 9      | 0      |
| Totale carriera | Totale carriera | Totale carriera | 242        | 36         |                 | 8               | 0               |                    | -                  | -                  |             | -           | -           | 250    | 36     |

## Palmarès

### Club

#### Competizioni statali
- Campeonato Paulista Série A2: 1

Água Santa: 2021